# Rasmus Mägi
Rasmus Mägi, född 4 maj 1992, är en estländsk friidrottare som tävlar i häcklöpning.

## Karriär
Vid europamästerskapen i friidrott 2014 tog Mägi silver på 400 meter häck. Vid europeiska spelen 2023 tog han silver på 400 meter häck.